# 岡村金蔵

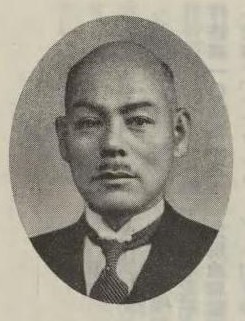
岡村金蔵

岡村 金蔵（おかむら きんぞう、1881年7月17日 - 没年不明）は、日本の工学者。
オイルシェール（油母頁岩）から含有される石油を採取する方法を発明した。この発明を実施しつつあった南満洲鉄道株式会社撫順炭鉱の1938年の生産量は、粗油14万5千トン（重油8万5百トン）に達した。1939年の日本の十大発明家の1人に選出されている。

## 生涯
1906年に京都帝国大学理工科大学電気工学科を卒業した。その後、八幡製鉄所に入る。1910年に京都市技師を経て、1913年に南満洲鉄道株式会社に入る。1928年に撫順炭鉱臨時製油工場建設事務所長となり、同社の研究所長、化学課長を歴任した。1934年に退社した。

## 特許
- 特許第69920号 油母頁岩乾餾法